# العبور الجديدة (مدينة)
مدينة العبور الجديدة مدينة مصرية جديدة من مدن الجيل الرابع في مصر، تقع في محافظة القليوبية، وتتبع إدارياً لهيئة المجتمعات العمرانية الجديدة، أنشأت بقرار رئيس الجمهورية رقم 249 لعام 2016، وتبلغ مساحتها حوالي 58914 فدان، يحد مدينة العبور الجديدة من الغرب مدينة العبور ومن الجنوب مدينة الشروق. وتتميز بأنها تقع على طرق إقليمية ورئيسية وهي طريق القاهرة - الإسماعيلية الصحراوي، الطريق الدائري (الإقليمي)، وطريق القاهرة بلبيس.
تعد مدينة العبور الجديدة من المدن الواعدة في مصر، وتتجه نحو مستقبل مشرق بفضل الخطط الطموحة للتنمية الشاملة. إليك أبرز ملامح مستقبل المدينة:
1. التوسع العمراني والتنوع السكني:
* تشمل المدينة مساحات سكنية ضخمة تصل إلى حوالي 2200 فدان، وتضم أنواعًا مختلفة من الإسكان لتناسب شرائح المجتمع المتنوعة، منها:
   * الإسكان الاجتماعي.
   * الإسكان المتميز وفوق المتوسط.
   * قطع أراضي متنوعة المساحات.
* تتواصل عمليات تسليم قطع الأراضي المجهزة بالبنية التحتية، ووحدات سكنية في مشاريع مثل "سكن مصر" و"دار مصر" و"سكن لكل المصريين".
* هناك مخططات تفصيلية لعدد من الأحياء الجديدة (مثل الحي 39، الحي 37، الحي 38، الحي 14) بمراحل إنشائية متقدمة.
2. تطوير البنية التحتية والخدمات:
* تولي الدولة اهتمامًا كبيرًا بتطوير البنية التحتية في المدينة، وتشمل المشروعات الجارية:
   * شبكات المياه والصرف الصحي: تنفيذ خطوط رئيسية وشبكات داخلية لتغذية المناطق الجديدة، بالإضافة إلى محطات معالجة.
   * شبكات الكهرباء: إنشاء محطات محولات كهرباء لتعزيز التغذية الكهربائية للمدينة وتوسعاتها المستقبلية.
   * الطرق والمحاور المرورية: تطوير طرق رئيسية وحيوية مثل طريق R4 والطريق الدائري الإقليمي والدائري الأوسطي، بالإضافة إلى ربطها بشبكة طرق مهمة مثل طريق القاهرة-بلبيس الصحراوي وطريق مصر الإسماعيلية.
   * شبكات الغاز الطبيعي والإنترنت: تغطية جيدة لهذه الشبكات لضمان توفر الخدمات الأساسية للمواطنين.
* يتم متابعة تنفيذ مشروعات الخدمات بشكل دوري، مثل محطة المياه الرئيسية والمستشفى العام، وتعمل غرفة الطوارئ طوال الوقت لتلقي الشكاوى والبلاغات.
3. الفرص الاستثمارية الواعدة:
* تعتبر المدينة جاذبة للاستثمار نظرًا لموقعها الاستراتيجي وتوفر البنية التحتية المتكاملة.
* يتم طرح فرص استثمارية متنوعة بشكل مستمر، مثل:
   * قطع أراضٍ بنشاط تجاري (بما في ذلك مشروع فندقي ترفيهي ضخم).
   * قطع أراضٍ بنشاط طبي (مراكز طبية).
   * قطع أراضٍ بنشاط حضانات.
* هناك اهتمام من المطورين العقاريين بإطلاق مشاريع سكنية وتجارية متكاملة (مثل كمبوندات مثل جلوري جاردنز، جاردينيا 3، كويست سيتي، ريفلكت، ومشروع Lake House).
* يشهد سوق العقارات في المدينة ارتفاعًا مستمرًا في قيم العقارات (بنسبة 10-15% سنويًا)، مع عوائد إيجارية مجدية (7-10% سنويًا).
* تهدف هذه المشروعات إلى تلبية الطلب المتزايد على الإسكان وتعزيز التنمية الاقتصادية في المدينة.
4. مدينة ذكية ومستدامة:
* تتجه الخطط المستقبلية لمدينة العبور الجديدة نحو أن تصبح مدينة ذكية، حيث يتم دمج أنظمة المعيشة الذكية مثل البوابات الإلكترونية وأنظمة الدخول الذكية ومواقف السيارات تحت الأرض.
* تركز المشروعات الجديدة على توفير مساحات خضراء شاسعة ومسطحات مائية لتعزيز جودة الحياة وتوفير بيئة صحية ومستدامة.
بشكل عام، يبدو مستقبل مدينة العبور الجديدة واعدًا للغاية، حيث تسعى الدولة والمطورون إلى تحويلها إلى مجتمع عمراني متكامل ومستدام يلبي احتياجات السكان ويوفر فرصًا استثمارية متنوعة.

## المخطط العام
يشمل المخطط العام للمدينة على:
- مناطق إسكان بأنواعها المختلفة.
- مناطق خدمات على مختلف الأحياء السكنية بالمدينة.
- مناطق للخدمات الإقليمية، والصناعات الغير ملوثة للبيئة.
- مسطحات خضراء.
- أراضي زراعية.

## الخدمات
- مشروع الإسكان المتميز
- مشروع الإسكان فوق المتوسط
- مشروع الإسكان المتوسط
- مشروع دار مصر
- مشروع سكن مصر
- مشروع الإسكان لمحدودي الدخل
- المدارس
- المساجد
- جامعات حكومية تحت الإنشاء

## البنية التحتية
- المراكز الطبية والمستشفيات
- الملاعب الرياضية والنوادي
- مكاتب العمل الحكومية
- الأسواق التجارية
- مراكز الشباب
- حضانات الأطفال
- أقسام الشرطة والمطافي

## وصلات خارجية
- الصفحة الرسمية للمدينة على موقع هيئة المجتمعات العمرانية الجديدة